# Prusinowo (powiat poznański)
Prusinowo – wieś w Polsce położona w województwie wielkopolskim, w powiecie poznańskim, w gminie Kórnik.
Prusinowo leży na wschodnim brzegu Jeziora Bnińskiego, przy drodze z Kórnika do Zaniemyśla.
W latach 1975–1998 miejscowość należała administracyjnie do województwa poznańskiego. W 2011 miejscowość liczyła 210 mieszkańców.

## Urodzeni w Prusinowie
- Stanisław Ferenz – polski wojskowy, generał brygady Wojska Polskiego; dowódca 5 pułku czołgów (1974–1978); zastępca dowódcy Garnizonu Warszawa – komendant Garnizonu Warszawa (1995–1997)[6].